# Call Off the Search
 (août 2025).
Albums de Katie Melua
Piece by Piece
Singles
1. The Closest Thing to Crazy
Sortie : 1er décembre 2003
2. Call Off the Search
Sortie : 15 mars 2004
3. Crawling up a Hill
Sortie : 19 juillet 2004

Call Off the Search est le premier album de Katie Melua sorti en 2003.
Musicalement, cet album produit par Mike Batt se situe entre un léger "bar-Jazz" et le blues, associés à des influences folk. On notera également les éléments classiques qui enrichissent l'album grâce à la performance du "Irish Film Orchestra". Avec ce premier album, Katie Melua atteint la première place des charts britanniques, et peu après perce sur le marché musical de l'Europe entière et des États-Unis. Rien qu'en Grande-Bretagne, l'album s'est vendu à plus de 1,8 million d'exemplaires. 

## Histoire
Le premier album de la chanteuse anglo-géorgienne Katie Melua est sorti au Royaume-Uni, le 3 novembre 2003, peu après que Melua est sortie avec distinction de la Brit School For Performing Arts. L'album a été produit par Mike Batt, qui découvrit Katie Melua en cherchant une chanteuse pour un JazzBand, pour son label Dramatico. C'est à ce moment que Katie Melua lui a chanté une chanson de sa composition, Faraway Voice.
Dès l'été 2003, Melua a publié le single The Closest Thing to Crazy, qui a atteint la dixième place des charts britanniques. Katie Melua et Mike Batt suivaient alors avec succès une stratégie à la Eva Cassidi et son hit Over The Rainbow. L'animateur de la BBC Terry Wogan, conquis par sa voix, se disposa à faire de la chanson de Katie Melua le titre de l'été dans son programme radio. D'autres animateurs suivirent alors son exemple.
En automne, l'album Call Off The Search, peu après sa sortie, rejoint les charts britanniques et en janvier 2004, après un retour, atteint pour la première fois la première place, l'album deviendra au total six fois disque de platine. En avril 2004, l'album sort en Allemagne, où il atteint la huitième place, et la vingt-neuvième en Suisse. Lors de la sortie du deuxième album de la chanteuse, Piece by Piece, Call Off The Search se trouvait encore dans les charts de certains pays.
L'album a profité - fait voulu ou non - de la publication de la popularité d'artistes tels que Jamie Cullum et Norah Jones, qui a sorti peu de temps auparavant son album Come Away With Me. Katie Melua a expliqué son succès par le fait que les gens voulaient autre chose que la musique d'alors, "Quelque chose avec des mélodies et des textes intéressants, par des artistes qui sont musiciens". Dans une interview pour le magazine Rolling Stone, Katie Melua s'est prononcée à propos des accusations selon lesquelles son album n'est qu'une suite du succès de Norah Jones, comme suit :
« ((de)) Als wir die Platte begannen, war Norah Jones noch kein Thema, erst gegen Ende der Produktion, als alle Major-Labels abgesagt und wir uns für ein kleines Independent-Label entschieden hatten, begannen sich die Türen zu öffnen.⇔Quand nous avons commencé l'album, Norah Jones était encore inconnue, et ce n'est qu'à la fin de la production, quand toutes les majors nous ont refusés et que nous nous sommes décidé pour un petit label indépendant que les portes ont commencé à s'ouvrir (je dirais. Sans passé simple.) »
La critique suivante fut que le succès de l'album n'était dû qu'au producteur et manager de Katie Melua. C'était le point de vue d'Amy Winehouse, contemporaine de Katie, lors d'une interview :
« Je suis une auteur, alors qu'elle [Melua] se laisse faire écrire ses chansons [...] elle doit penser que c'est son satané jour de chance [...] Ce n'est pas comme si, comme Jamie Cullum, elle chantait de vieilles chansons, elle chante de nouvelles chansons que son manager Mike Batt écrit pour elle. »
Cette critique acerbe est peut-être à mettre sur le compte du succès modéré de l'album de Winehouse, frank, qui n'atteint que la treizième place des charts britanniques. De Facto, daux titres de Call Off The Search (Belfast et Faraway Voice)sont écrites par Katie elle-même, et quatre autres sont des reprises des années cinquante et soixante.
Dans les commentaires sur Call Off The Search, la comparaison de Katie Melua avec Norah Jones est souvent effectuée, dont les musiques ont d'évidentes similitudes. Les deux artistes utilisent le même cliché d'innocence et de pureté. En outre, leur musique est dominée par le blues et le jazz. ((de)) Sie sprechen somit eine ähnliche (vorwiegend männliche) Käuferschicht an, die sich auf Grund der musikalischen Ausrichtung von der Altersstruktur vorwiegend jenseits der 30 bewegt und daher eher dem Format des Adult Contemporary zuspricht als der gängigen Popmusik.⇔Elles s'adressent au même public (généralement masculin), et en raison de l'orientation musicale de la classe d'âge des trentenaires, et se place ainsi plutôt dans le format de l'adult contemporary que de la pop.

## Musique
La plupart des titres de l'album sont de douces ballades fortement teintées de Jazz et de Blues.

### Instrumentation
Les chansons sont principalement, tout du moins en première partie, élégamment orchestrées avec des instruments acoustiques : piano, contrebasse, guitare. Par la suite, les cordes et les bois forment un tapis sonore à la chanson. Dans le refrain de The Closest Thing to Crazy, par exemple, s'ajoute à la composition initiale de la guitare acoustique, piano et basse un groupe de cordes. Cela se retrouve de façon plus marquée avec des cordes, des bois et des cors dans le titre de James Alan Shelton, Lilac Wine.

### Jazz
Des titres comme celui de Delores J. Silver et interprété par des stars telles que Frank Sinatra, Ella Fitzgerald ou Cab Calloway, Learnin' The Blues, ou Call Off The Search emploient un délicat accompagnement de piano et un jeu de batterie avec des balais, comme on en entend d'habitude dans la musique de bar.
Dans Learnin' The Blues, ce n'est pas seulement le style d'accompagnement qui rend claire la référence au Jazz, mais aussi l'harmonie (Am9 – D7 – Gmaj7 – Fdim – Am7 – D7 – G – Eb), avec l'emploi d'accords de septième, de neuvième, des accords diminués, modulation chromatique (le passage de G à Eb)
((de)) Improvisatorische über den Jazzstil der 1940er- und 50er-Jahre hinausgehende „Risiken“ der Instrumentalisten werden zugunsten der Gesangsstimme eher vermieden und beschränken sich hinsichtlich eines breiteren Käuferspektrums auf maximal 20 Sekunden.⇔Les improvisations sur le style de Jazz des années quarante et cinquante sont évitées afin de mettre en avant le chant, et se limitent à des plages de vingt secondes maximum.

### Blues
((de)) Auf dem von dem britischen Bluesmusiker John Mayall stammenden, etwas schnelleren Titel Crawling up a Hill unterlegt die Rhythmusgruppe die folgende swingende – an Titel von Ray Charles erinnernde – Basis mit einer 32stel-Figur auf dem zweiten Achtel:⇔Sur le titre du bluesman britannique John Mayal, Crawling Up A Hill, un peu plus rapide, est posé un motif rythmique de la base swing qui suit, avec une figure de triple-croches sur le premier contretemps :
((de)) Titel wie My Aphrodisiac is You oder Mocking Bird lassen ihre Vorbilder aus dem Blues deutlich hörbar werden.⇔Des titres comme My Aphrodisiac Is You ou Mockingbird Song laissent subtilement apparaitre des exemples de blues.My Aphrodisiac Is You utilise dans l'introduction suivante, un motif de piano couramment utilisé dans le contexte du Blues :
L'introduction de Mockingbirg Song, titre basé sur la berceuse traditionnelle Hush Little Baby fait penser aux enregistrements de John Lee Hooker ou Blind Willie Walker. ((de)) Dabei klingt Meluas einen großen Tonumfang in der Höhe abdeckende Sopranstimme selbst im Jazz- und Blueskontext relativ „sauber“ und wirkt in Titeln wie Lilac Wine oder Farawy Voice aus Sicht der Intonation eher klassisch.⇔ L'influence Blues est encore plus perceptible sur la prestation live de l'enregistrement On stage & Backstage, avec la distorsion de la guitare de Jim Cregan et le jeu de batterie plus énervé de Henry Spinetti.

### Rock
Le titre de Randy Newman, I Think It's Going To Rain Today, repris par Nina Simone, Joe Cocker, UB40 ou Bette Midler se place dans le style des ballades rock de Billy Joel ou Elton John. L'exemple suivant, avec les accords de piano entièrement retranscrits, illustre ceci clairement :

### Folk
La chanson Belfast ne doit pas son charme à un arrangement "surchargé", mais à un simple motif de guitarpicking accessible à n'importe quel débutant, ainsi qu'à la voix de Katie Melua. L'influence folk est bien plus perceptible dans le documentaire On Stage & Backstage, lorsque Katie chante la chanson pour elle, accompagnée de sa guitare, dans le style nasillard de Bob Dylan du plus bel effet. Dans le même style, mais avec une prestation musicale virtuose, on peut citer Faraway Voice.

### Distribution
Pour la distribution de Call Off The Search, le producteur Mike Batt a choisi des musiciens expérimentés. Il convient de mentionner aux côtés de Mike Batt, pianiste, (*1950), les guitaristes Jim Cregan (*1946) et Chris Spedding (1944), le batteur Henry Spinetti (*1951), tout comme le bassiste Tim Harris. Tous ont, à côté de leur travail comme musiciens de studio, enregistré des albums, certains ayant même été membres de groupes connus. Spedding était membre de family Dog, et a déjà travaillé pour (entre autres) Elton John, Tom Waits ou Roxy Music. Cregan était membre de Family et cockney Rebel, et a joué comme musicien d'accompagnement pour Rod Stewart et Cat Stevens. Spinetti a joué dans le groupe The Herd aux côtés d'Andy Bown(aujourd'hui membre de Status Quo) et a participé à des sessions d'enregistrement pour Eric Clapton, Roger Daltrey et Procol Harum.
Dans une interview de On Stage & Backstage, Katie Melua témoigne à plusieurs reprises de son respect pour ses musiciens. Le fait que ce soient les mêmes musiciens qui ont enregistré le deuxième album de Katie, Piece by Piece, montre l'importance des liens qu'ils entretenaient. ((de)) Des Weiteren waren sie bis auf Spedding auch Mitglieder der Liveband bei der Tour zu Call Off the Search, Batt bezeichnet dieses Trio auch gerne als die “three old farts”.⇔
Sur quelques titres, le groupe a été soutenu par le Irish Film Orchestra, sous la direction de Alan Smale. Ce sont notamment les bois et les cuivres qui donnent à certains titres le son d'un Big-Band. En outre, l'ambiance mélancolique de certains titres a été renforcée par le fond d'instruments à cordes.

## Textes
En ce qui concerne le contenu, et par l'aspect lyrique, les textes rentrent dans le cadre usuel de la musique populaire. Différentes formes de rimes sont employées, comme les rimes plates ("word – mockingbird – sing – ring" dans Mockingbird Song), les rimes redoublées ("night - light - delight", dans Lilac Wine), les rimes croisées ("halt – moon – fault – soon" dans Blame It On The Moon), les rimes embrassées ("Hong Kong – hubble-bubble – double – long", My Aphrodisiac Is You), qui côtoient des formes plus libres (Belfast).

### Chansons d'amour
La plupart des chansons parlent de l'euphorie, des errances et des déceptions de l'amour, comme dans The Closest Thing To Crazy :
« Je n'ai jamais été aussi proche de la folie que maintenant,
Pensant avoir 22 ans, agissant comme si je n'en avais que 17,
C'est la chose la plus proche de la folie que je n'ai jamais connue »
Dans Lilac Wine, l'amour est comparé à la tentation et aux effets enivrants du vin.
« Le vin de lilas est doux et enivrant,
Comme mon amour,
Vin de lilas, je me sens chanceler,
Comme mon amour »
La chanson Call Off The Search célèbre l'amour et la relation de couple en tant que délivrance, et un regard nouveau sur la vie, tandis que Blame It On The Moon constate une perte de bien-être comme conséquence de la passion.

« Toute seule dehors,
Je n'aurais jamais connu le monde
Tel que je le vois aujourd?hui,
Et j'ai comme l'impression
Qu'il ne s'effacera pas. »

— Call Off The Search

« Je vais blâmer la Lune,
Je ne voulais pas retomber amoureuse si vite.
J'étais bien, je me sentais forte,
Je ne voulais pas tomber amoureuse de qui que ce soit. »

— Blame It On The Moon
Dans une langue sexuellement claire, associée à une bonne part d'ironie, cela est thématisé par exemple dans la chanson Mockingbirg Song...

« Quand cet homme et moi serons mari?s,
Je vais le garder chaud dans le lit,
Et quand mon homme ne sera plus chaud,
Je lui donnerai un verre de vodka,
Et quand ?a l?aura rendu fort,
Je resterai avec lui toute la nuit »

...ou dans My Aphrodisiac Is You :
« D'accord, je pourrais sniffer de la poudre de corne de rhino,
Puis aller au lit avec des gants de caoutchouc,
Mais je n'ai pas besoin de stimulants,
Potions, baumes ou autres embrocations,
Je suis amoureuse,
En d'autres mots »

### Le blues
On retrouve les stéréotypes du Blues dans I Think It's Going To Rain Today" :
« Fenêtres brisées et couloirs vides,
Une Lune pâle striée de gris dans le ciel »
Learnin' The Blues définit - dans un habillage musical adéquat - la solitude et l'expérience de la perte comme raison fondamentale du Blues :
« Les cigarettes que tu allumes l'une après l'autre,
Ne t'aideront pas à oublier, quand tu perds ton amoureux,
Tu es juste en train de brûler une torche que tu ne peux éteindre,
Mais tu es sur le bon chemin pour apprendre le blues. »
Le cliché de l'homme travaillant dur, qui risque la sécurité de l'emploi pour la musique, est utilisé par Crawling Up A Hill :
« Alors je m'arrête un jour pour essayer de comprendre,
Je vais démissionner sans l'ombre d'un doute,
Pour chanter le blues que je connais tant. »

### Inspirations personnelles
Les deux titres influencés de musique folk, Belfast et Faraway Voice, se tournent vers d'autres sujets. Les chansons écrites pas Katie Melua elle-même ont une forte référence à son enfance et sa jeunesse. Le contenu de Belfast porte sur l'enfance de Katie à Belfast, Irlande du Nord, où la chanteuse a vécu une enfance agréable. Là dessus s'ajoute le combat de l'Irlande du Nord pour l'indépendance vis-à-vis de la Grande-Bretagne, qui se reflète dans la guerre entre catholiques (Cats, de l'anglais catholics, se traduisant littéralement par chats) et protestants (dont les habits font penser aux manchots, penguins en anglais) :
« Les peintures de soulagement sur les murs
Sont colorées mais ce ne sont en aucun cas des Matisse.
Et je suis partagée entre les manchots et les chats,
Mais la question n'est pas de savoir quel animal je possède,
La question c'est de savoir voler,
La question c'est de mourir neuf fois. »
Faraway Voice est un hommage au grand modèle de Katie, la chanteuse Eva Cassidy, décédée en 1996 et dont la musique ne connut le succès que cinq ans plus tard.
« Voix du lointain,
Nous pouvons entendre ta voix,
Qu'est-ce que cela fait d'être entendue ?
Mais aucun mot venant de toi.
Es-tu par-delà ces collines ? »

## Special Bonus Edition
Le 25 octobre 2004 est sorti la Special Bonus Edition, diffusée jusqu'à noël 2004, qui contient, en plus du CD identique à la première édition, un DVD de 75 minutes. Celui-ci comprend les vidéocilps deThe Closest Thing To Crazy, Crawling Up A Hill, Call Off The Search, ainsi que le making-of de ce dernier. Il contient de plus le documentaire On Stage & Backstage. Celui-ci montre Katie Melua lors de sa tournée au Royaume-Uni, au Fairfield Halls à Croydon (Ces extraits, ainsi que d'autres, sont également sur le DVD live On The Road Again). À côté de cela, on y trouve aussi des prises de vue de Katie pendant sa tournée, en coulisses, ainsi que des interviews avec ses musiciens, Jim Cregan, Henry Spinetti et autres.

## On The Road Again
À côté de la Special Bonus Edition, Katie Melua a sorti le coffret On The Road Again, comprenant deux DVD, lesquels contiennent des prestations live de Katie à différents concerts. Le premier DVD contient la totalité du concert de Croydon, dont on pouvait déjà voir des extraits dans le documentaire On Stage & Backstage. En rappel, Katie a joué à ce concert la chanson de Screamin' Jay Hawkins de 1956, I Put A Spell On You, qui fut notamment reprise par Nina Simone et Creedence Clearwater Revival, ainsi qu Anniversary Song, de Eva Cassidy. Tandis que ce concert a été filmé avec du matériel professionnel, le concert au Royal Albert Hall figurant sur le deuxième DVD a été enregistré par cent étudiants avec autant de caméscopes. À côté de ces extraits, le deuxième DVD contient des extraits de la prestation de Katie Melua au 46664 le 19 mars 2005 à George (Afrique du Sud), auquel l'initiateur de cette série de concerts au profit de sa fondation por le sida a assisté. À ce concert, Katie Melua chanta, accompagnée de Brian May et Roger Taylor, du groupe Queen, le titre Too Much Love Will Kill You.

## Liste des titres
| CD | Bonus-DVD |
| --- | --- |
| 1. Call Off the Search (Mike Batt) – 3:24 2. Crawling up a Hill (John Mayall) – 3:25 3. The Closest Thing to Crazy (Batt) – 4:12 4. My Aphrodisiac Is You (Batt) – 3:34 5. Learnin’ the Blues (Delores J. Silver) – 3:23 6. Blame It on the Moon (Batt) – 3:47 7. Belfast (Penguins and Cats) (Katie Melua) – 3:21 8. I Think It’s Going to Rain Today (Randy Newman) – 2:30 9. Mockingbird Song (Batt) – 3:06 10. Tiger in the Night (Batt) – 3:07 11. Faraway Voice (Melua) – 3:13 12. Lilac Wine (James Alan Shelton) – 4:12 | 1. On Stage & Backstage 1. Faraway Voice 2. I Put a Spell on You (Screamin’ Jay Hawkins) 3. The Closest Thing to Crazy 4. My Aphrodisiac Is You 5. I Think It’s Going to Rain Today 6. Belfast (Penguins and Cats) 7. Mockingbird Song 8. Crawling up a Hill 9. Call Off the Search 10. Anniversary Song (Steven M. Digman) 2. Extras 1. Making-of Call Off the Search 2. The Closest Thing to Crazy 3. Call Off the Search 4. Crawling up a Hill 5. Starting out 2003 |

Entre parenthèses, le nom des compositeurs des chansons.
La version Japonaise contient une piste supplémentaire, Deep Purple, de Mitchell Parish et Peter De Rose. Sur la version vinyle de l'album, les titres 1 à 6 se trouvent sur la face A, et les titres 7 à 12 sur la face B.

## Classements hebdomadaires
| Classement (2003–2004)        | Meilleure position |
| ----------------------------- | ------------------ |
| Allemagne (Media Control AG)  | 8                  |
| Australie (ARIA)              | 13                 |
| Belgique (Flandre Ultratop)   | 76                 |
| Belgique (Wallonie Ultratop)  | 76                 |
| Danemark (Tracklisten)        | 1                  |
| France (SNEP)                 | 41                 |
| Italie (FIMI)                 | 59                 |
| Norvège (VG-lista)            | 2                  |
| Nouvelle-Zélande (RIANZ)      | 4                  |
| Pays-Bas (Mega Album Top 100) | 6                  |
| Portugal (AFP)                | 17                 |
| Suède (Sverigetopplistan)     | 22                 |
| Suisse (Schweizer Hitparade)  | 29                 |

## Singles
| \| Titre \| Placement dans les charts \| Placement dans les charts \| Placement dans les charts \| Placement dans les charts \| Placement dans les charts \| Sortie \| \| DE \| CH \| AT \| UK \| US \| \| \| \| -------------------------- \| ------------------------- \| ------------------------- \| ------------------------- \| ------------------------- \| ------------------------- \| ------ \| \| The Closest Thing to Crazy \| 49 \| – \| – \| 10 \| \| 2003 \| \| Call Off the Search \| – \| – \| – \| 19 \| \| 2004 \| \| Crawling up a Hill \| – \| – \| – \| 46 \| \| 2004 \| – n'a pas été placé dans les charts |                           |                           |                           |                           |                           |        |
| Titre | Placement dans les charts | Placement dans les charts | Placement dans les charts | Placement dans les charts | Placement dans les charts | Sortie |
| DE | CH                        | AT                        | UK                        | US                        |                           |        |
| The Closest Thing to Crazy | 49                        | –                         | –                         | 10                        |                           | 2003   |
| Call Off the Search | –                         | –                         | –                         | 19                        |                           | 2004   |
| Crawling up a Hill | –                         | –                         | –                         | 46                        |                           | 2004   |